# Italia ai I Giochi olimpici invernali
L'Italia partecipò ai I Giochi olimpici invernali, svoltisi a Chamonix dal 25 gennaio al 5 febbraio 1924, senza aggiudicarsi medaglie. Per l'Italia era presente una pattuglia di alpini autorizzata dal ministro della guerra generale Diaz composta da 14 atleti, con Leonardo Bonzi portabandiera.

## Bob
| Gara                   | Equipaggio                                                                                                  | 1ª manche | 2ª manche | 3ª manche | 4ª manche | Totale  | Posizione |
| ---------------------- | --- | --------- | --------- | --------- | --------- | ------- | --------- |
| Bob a quattro maschile | Italia I Lodovico Obexer Massimo Fink Paolo Herbert Giuseppe Steiner Aloise Trenker                         | 1'53"00   | 1'49"69   | 1'48"73   | 1'43"99   | 7'15"41 | 6º        |
| Bob a quattro maschile | Italia II Luigi Tornielli di Borgolavezzaro Adolfo Bocchi Leonardo Bonzi Alfredo Spasciani Alberto Visconti | 4'08"44   | DNS       | DNS       | DNS       | DNF     | DNF       |

## Pattuglia militare
| Gara               | Atleti                                                | Posizione |
| ------------------ | ----------------------------------------------------- | --------- |
| Pattuglia militare | Piero Dente Goffredo Lagger Albino Bich Paolo Francia | DNF       |

## Salto con gli sci
| Gara              | Atleta        | Misure Salti | Giudice 1     | Giudice 2     | Giudice 3     | Totale        | Media  | Posizione |
| ----------------- | ------------- | ------------ | ------------- | ------------- | ------------- | ------------- | ------ | --------- |
| Salto con gli sci | Luigi Faure   | 34,0 33,5    | 14,000 13,875 | 14,000 14,125 | 14,250 13,810 | 14,083 13,937 | 14,010 | 17º       |
| Salto con gli sci | Mario Cavalla | 32,0 32,5    | 12,250 12,125 | 12,500 12,625 | 13,500 12,630 | 12,750 12,460 | 12,605 | 19º       |

## Sci di fondo
| Gara           | Atleta             | Tempo d'arrivo | Posizione |
| -------------- | ------------------ | -------------- | --------- |
| 18 km maschile | Enrico Colli       | 1:26'32"4      | 12º       |
| 18 km maschile | Antonio Herin      | 1:33'06"4      | 13º       |
| 18 km maschile | Daniele Pellissier | 1:33'45"2      | 15º       |
| 18 km maschile | Achille Bacher     | 1:36'03"8      | 21º       |
| 50 km maschile | Enrico Colli       | 4:10'50"       | 9º        |
| 50 km maschile | Giuseppe Ghedina   | 4:27'48"       | 10º       |
| 50 km maschile | Vincenzo Colli     | 4:31'34"       | 11º       |
| 50 km maschile | Benigno Ferrera    | 4:45'39"       | 13º       |